# Seitenoikea vattenkraftverk

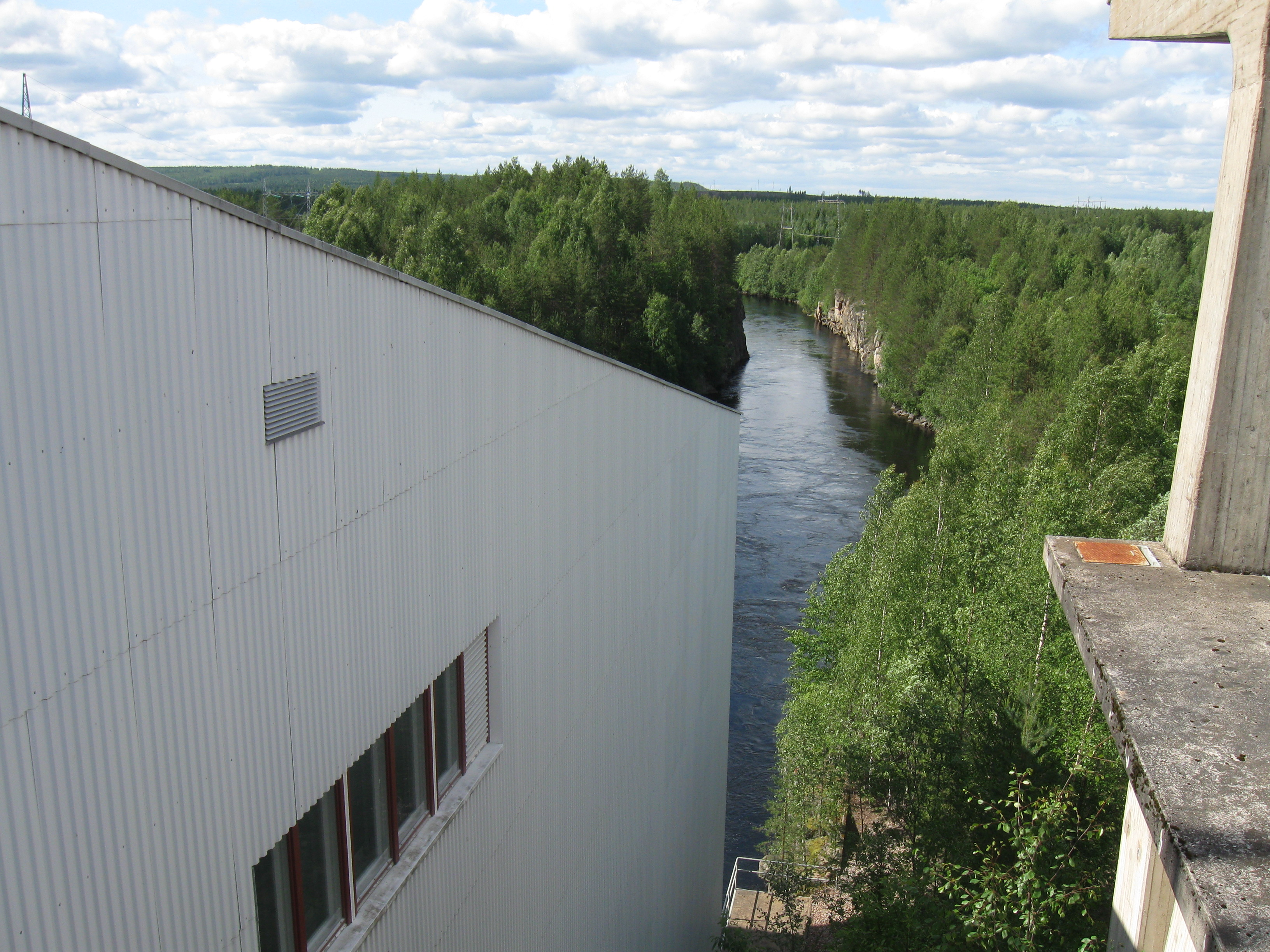
Seitenoikea vattenkraftverk.

Seitenoikea är ett vattenkraftverk, beläget vid älven Emäjoki i Hyrynsalmi kommun.
Vid Seitenoikea fanns tidigare fanns en mäktig, 3 km lång fors, berömd för sina forsfarare. Kraftverket, som byggdes av Oulujoki Oy och invigdes 1961, har en fallhöjd på 21,4 meter och en effekt på 31 MW. Det ägs i dag av Fortum Oyj.